# José Rafael Albrecht
José Rafael Albrecht (Tucumán, Argentina; 23 de agosto de 1941-Buenos Aires; 3 de mayo de 2021) fue un futbolista argentino, que jugaba de defensa. 
Entre las décadas del del 50 y del 60 jugó para Atlético Tucumán, San Lorenzo de Almagro, Estudiantes de La Plata y la selección argentina. Es el séptimo defensor con mayor cantidad de goles de la historia del fútbol mundial, convirtiendo 95 goles en 506 partidos. Integró la selección argentina en los Mundiales de 1962 y 1966; en este último torneo Argentina alcanzó el quinto lugar. Salió campeón argentino con San Lorenzo, en el Metropolitano de 1968, equipo que se coronó invicto y fue conocido como "Los Matadores". Una de las habilidades por la que se lo recuerda es la eficacia en la ejecución de los penales: no tomaba carrera y no se perfilaba antes de patear, características a la que debe la mayoría de sus anotaciones.

## Biografía

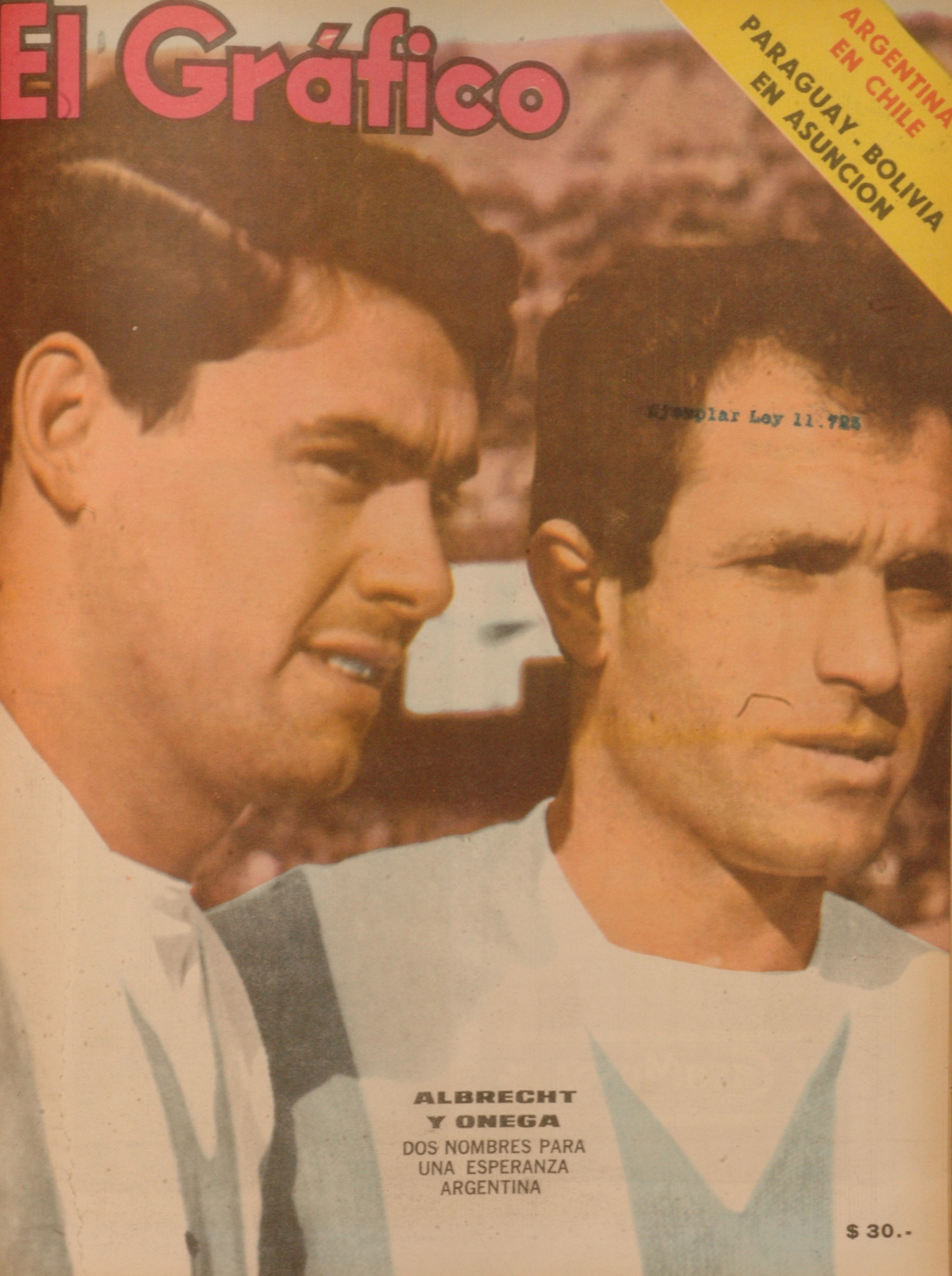
Albrecht y Ermindo Onega en 1965.

### Atlético Tucumán
Hizo todas las inferiores y debutó a los 16 años en la primera división del Club Atlético Tucumán, donde integró el famoso equipo de la provincia de 1959 que ganó el primer torneo federal, conocido como "Campeón de Campeones de La República". En el Decano tucumano, su calidad y virtuosismo fueron tales que los clubes de Buenos Aires no tardaron en fijarse en sus cualidades.

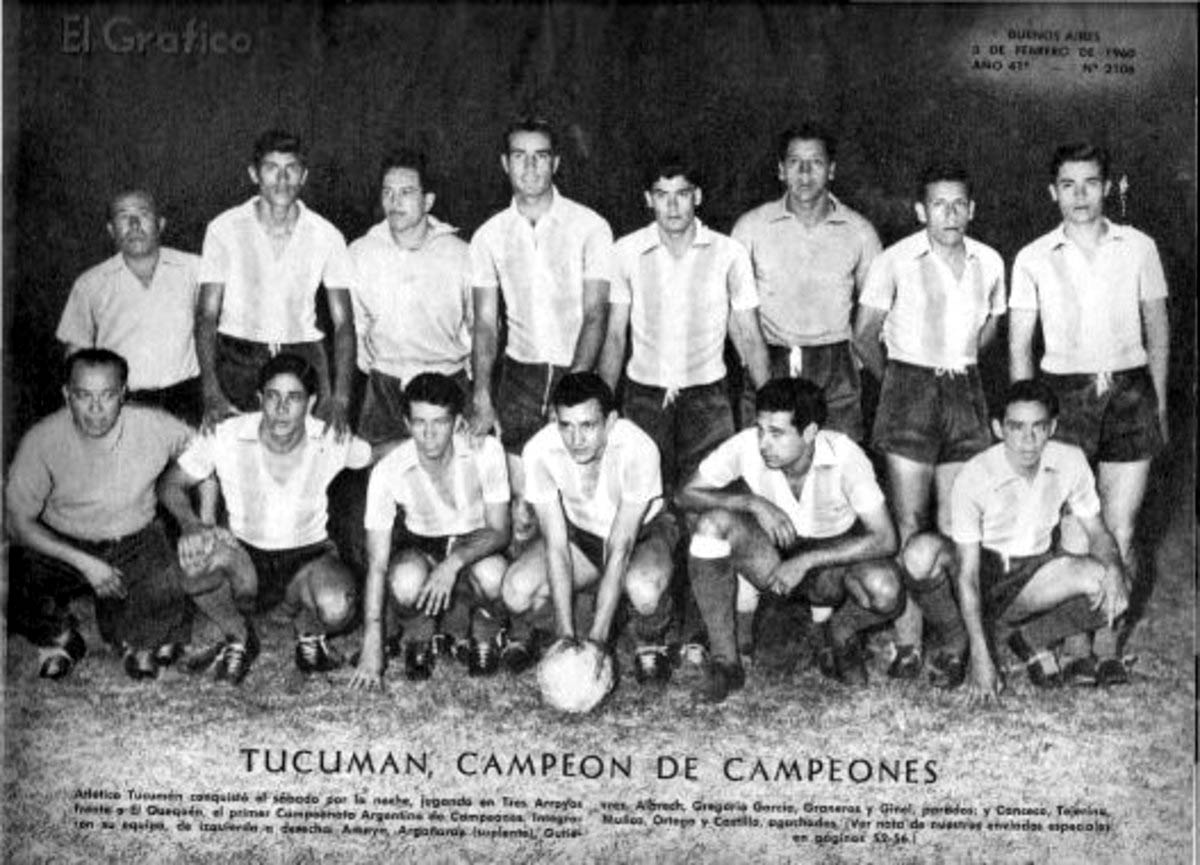
Atlético Tucumán vencedor del Campeonato de Campeones.

### Estudiantes
Pasó a Estudiantes de La Plata en 1960, donde se desempeñó durante tres temporadas.

### San Lorenzo
San Lorenzo de Almagro lo incorporó en 1963, al adquirir su pase en $10.000.000, una cifra alta para el mercado de entonces, más tratándose de un defensor. Integró un equipo histórico del club que fue conocido como "Los Matadores", el primer campeón invicto en el Campeonato Metropolitano 1968 (Argentina) junto a figuras como el uruguayo Sergio Villar, Oscar Calics, Antonio Rosl, Alberto Rendo, Roberto Telch, Victorio Cocco, Pedro González, Rodolfo Fischer, Carlos Veglio y el arquero Carlos Buttice.
“Era un equipazo, de atrás para adelante”, supo contarle Rafael a la Revista Oficial de San Lorenzo. Consultado acerca de su propio juego, se animó a comentar: “Y...  La verdad es que pasé por casi todos los puestos. Llegué a jugar de 9, de 10... ¡Hasta de arquero! Porque una vez lo expulsaron al “Mono” Agustín Irusta y tuve que ir a cubrirlo. Me caracterizaba por el anticipo para cabecear. Y Tim me decía: ‘Usted sabe dar la pelota con ventaja’. No cualquiera, eh”.
En la campaña de Los Matadores marcó cuatro goles, dos de ellos de penal: en la segunda fecha, en el 1-1 ante Platense en avenida La Plata; y un 3-0 a Banfield, en la octava jornada. Los otros dos aportes fueron ante Colón (de cabeza, en un choque que finalizó 4-0) y en un durísimo 1-0 contra Estudiantes, en La Plata. En total, disputó 229 encuentros con la azulgrana, entre 1963 y 1970, y convirtió 55 tantos.
Es considerado uno de los mejores defensores de la historia del fútbol argentino y está antre los 20 defensores más goleadores del mundo. Convirtió 95 goles en 506 partidos, quedando en el tercer puesto entre los defensores goleadores argentinos detrás de Daniel Passarella y Edgardo Bauza.
Fue uno de los mejores pateadores de penales del país. Se convirtió en un especialista en la ejecución, prácticamente infalible. Tomaba poca carrera y desorientaba a los arqueros con movimientos impredecibles. En San Lorenzo pateó 37, de los cuales 35 fueron convertidos. El primer tiro desde los doce pasos que marcó fue ante Edilberto Righi, arquero de Banfield en 1964, quien casualmente le detuvo su primer disparo en el Metropolitano de 1969. Su otro penal fallado lo desvió ante Sportivo Desamparados de San Juan en el torneo Nacional del mismo año. “Lo curioso es que, hasta que lo tiraba, ni yo sabía adónde iba a apuntar. Nunca miré al arquero y nunca elegí un lugar”, confesaba.
Posee una marca envidiable: en 1970, en el mítico Viejo Gasómetro, se convirtió en uno de los pocos zagueros del mundo en anotar cuatro goles en un solo partido, un récord para un defensor que no se lograba desde 1937. Fue en la victoria 6-3 de San Lorenzo ante Gimnasia de La Plata.
“Es un astro. Ese es de los que conocen la hora de ir y la hora de quedarse. No necesita ninguna clase de consejo. Sabe todo. Puede jugar aquí y en cualquier parte. Por calidad, personalidad y temperamento”, lo definió Tim, el legendario entrenador brasileño que lo dirigió durante su paso por San Lorenzo en el equipo campeón de 1968.
Formó parte del equipo de la selección argentina de fútbol en dos mundiales, en Chile 1962 y en Inglaterra 1966. En este último certamen, donde Argentina ocupó el quinto puesto, se fue expulsado por un “planchazo” memorable a Helmut Haller en el partido ante Alemania Occidental, que los medios ingleses utilizaron para hablar de los “Animals” argentinos.
Fue transferido a la Primera División de México 1970-71, obteniendo tres copas nacionales con el Club León y cerrando su carrera en CF Atlas.
Fue atropellado por un tren en 1989 -quizá intentando suicidarse-, y sobrevivió milagrosamente tras una larga convalecencia. Eventualmente volvió a caminar.
Tras haber sido unas de las tantas glorias de San Lorenzo una peña del interior de ese club ubicada en San Miguel de Tucumán en el año 2004 decidió ponerle su nombre. En 2010, un sector de la Platea Sur del estadio Pedro Bidegain pasó a llevar su nombre. Además, el Grupo Artístico de Boedo realizó un mural en su homenaje en el barrio de Parque Chacabuco, en la intersección de la calle Del Barco Centenera y el pasaje El Artesano.
Falleció el lunes 3 de mayo de 2021, tras permanecer dos semanas internado en la Unidad de Terapia Intensiva del Hospital Español, aquejado de una pulmonía bilateral derivada del contagio del COVID-19.

## Clubes
| Club                    | País      | Año       |
| ----------------------- | --------- | --------- |
| Atlético Tucumán        | Argentina | 1957-1960 |
| Estudiantes de La Plata | Argentina | 1960-1962 |
| San Lorenzo             | Argentina | 1963-1970 |
| Club León               | México    | 1970-1974 |
| CF Atlas                | México    | 1974-1977 |

## Palmarés

### Títulos nacionales
| Título                                            | Equipo                 | País      | Año     |
| ------------------------------------------------- | ---------------------- | --------- | ------- |
| Campeonato de Campeones de la República Argentina | Atlético Tucumán       | Argentina | 1959    |
| Primera División                                  | San Lorenzo de Almagro | Argentina | M-1968  |
| Copa México                                       | León                   | México    | 1970-71 |
| Campeón de Campeones                              | León                   | México    | 1970-71 |
| Copa México                                       | León                   | México    | 1971-72 |
| Campeón de Campeones                              | León                   | México    | 1971-72 |